# Festuca elata
Festuca elata är en gräsart som beskrevs av Keng f. och Evgenii Borisovich Alexeev. Festuca elata ingår i släktet svinglar, och familjen gräs. Inga underarter finns listade i Catalogue of Life.